# Badumna senilella
Espèce
Synonymes
- Amaurobius senilellus Strand, 1907

Badumna senilella est une espèce d'araignées aranéomorphes de la famille des Desidae.

## Distribution
Cette espèce est endémique d'Australie.

## Description
La femelle holotype mesure 11 mm.

## Publication originale
- Strand, 1907 : Einige Spinnen aus Kamerun, Java und Australien. Jahrbücher des Nassauischen Vereins für Naturkunde, vol. 60, p. 177-219 (texte intégral).